# USS Minnetonka
USS Minnetonka — кораблі ВМС США. 
- USS Minnetonka (1867)[en] — дерев'яний фрегат, в процесі будівництва перейменований на «USS California». На службі протягом 1870-1875 років. У 1875 році зданий на злам.
- USS Minnetonka — монітор типу «Каско», збудований у 1865 році як «USS Naubuc». У 1869 році перейменований на  «USS Minnetonka». У 1875 році зданий на злам.